# Canadiens junior de Verdun
Les Canadiens junior de Verdun sont une équipe de la Ligue de hockey junior majeur du Québec qui a évolué à Verdun, un quartier de Montréal au Québec (Canada) de 1972 à 1989. Elle déménage en 1989 à Saint-Hyacinthe et devient le Laser de Saint-Hyacinthe.

## Historique
Le Bleu-Blanc-Rouge de Montréal est créé en 1972 dans la LHJMQ. La franchise change ensuite plusieurs fois de nom et devient le Junior de Montréal de 1975 à 1982, le Junior de Verdun de 1982 à 1984 et les Canadiens junior de Verdun de 1984 à 1989.

## Statistiques
| No | Saison    | PJ | V  | D  | N | % V  | BP  | BC  | Pts | Classement             | Séries éliminatoires | Entraîneur         |
| -- | --------- | -- | -- | -- | - | ---- | --- | --- | --- | ---------------------- | -------------------- | ------------------ |
| 1  | 1972-1973 | 64 | 26 | 35 | 3 | 43   | 297 | 319 | 55  | 7e                     | Défaite au 1er tour  | Roger Bedard       |
| 2  | 1973-1974 | 70 | 43 | 24 | 3 | 63,6 | 443 | 320 | 89  | 2e division Ouest      | Défaite au 2e tour   |                    |
| 3  | 1974-1975 | 72 | 40 | 25 | 7 | 60,4 | 462 | 338 | 87  | 2e division Ouest      | Défaite au 2e tour   |                    |
| 4  | 1975-1976 | 72 | 36 | 29 | 7 | 54,9 | 328 | 289 | 79  | 3e division Ouest      | Défaite au 1er tour  | Jacques Laperriere |
| 5  | 1976-1977 | 72 | 27 | 37 | 8 | 43,1 | 310 | 368 | 62  | 4e division Lebel      | Défaite au 2e tour   | Jacques Laperriere |
| 6  | 1977-1978 | 72 | 41 | 25 | 6 | 61,1 | 397 | 327 | 88  | 2e division Lebel      | Finaliste            |                    |
| 7  | 1978-1979 | 72 | 39 | 25 | 8 | 59,7 | 384 | 291 | 86  | 2e division Lebel      | Défaite au 2e tour   |                    |
| 8  | 1979-1980 | 72 | 39 | 30 | 3 | 56,3 | 406 | 387 | 81  | 2e division Lebel      | Défaite au 2e tour   | Ron Lapointe       |
| 9  | 1980-1981 | 72 | 35 | 37 | 0 | 48,6 | 316 | 328 | 70  | 3e division Lebel      | Défaite au 1er tour  |                    |
| 10 | 1981-1982 | 64 | 40 | 22 | 2 | 64,1 | 311 | 247 | 82  | 3e                     | Défaite au 1er tour  | Pierre Creamer     |
| 11 | 1982-1983 | 70 | 50 | 19 | 1 | 72,1 | 486 | 303 | 101 | 2e division Lebel      | Vainqueur            |                    |
| 12 | 1983-1984 | 70 | 40 | 27 | 3 | 59,3 | 359 | 309 | 83  | 2e division Lebel      | Défaite au 2e tour   |                    |
| 13 | 1984-1985 | 68 | 36 | 30 | 2 | 54,4 | 366 | 319 | 77  | 1er division Lebel     | Vainqueur            | Yvon Lambert       |
| 14 | 1985-1986 | 72 | 38 | 31 | 3 | 54,9 | 358 | 364 | 79  | 2e division Lebel      | Défaite au 1er tour  |                    |
| 15 | 1986-1987 | 70 | 14 | 55 | 1 | 20,7 | 299 | 520 | 29  | Dernier division Lebel | non qualifié         | Carol Vadnais      |
| 16 | 1987-1988 | 70 | 19 | 47 | 4 | 30   | 285 | 428 | 42  | Dernier division Lebel | non qualifié         |                    |
| 17 | 1988-1989 | 70 | 12 | 56 | 2 | 18,6 | 231 | 387 | 26  | Dernier                | non qualifié         |                    |